# Fonte Arcada
Fonte Arcada ist ein Ort und eine ehemalige Gemeinde (Freguesia) im Norden Portugals.
Fonte Arcada gehört zum Kreis Penafiel im Distrikt Porto. Die Gemeinde hatte eine Fläche von 4,9 km² und 1616 Einwohner (Stand 30. Juni 2011).
Am 29. September 2013 wurden die Gemeinden Fonte Arcada und Oliveira zur neuen Gemeinde União das Freguesias de Fonte Arcada e Oliveira zusammengeschlossen. Fonte Arcada ist Sitz dieser neu gebildeten Gemeinde.